# Tătulești (okręg Aluta)
Tătulești – wieś w Rumunii, w okręgu Aluta, w gminie Tătulești. W 2011 roku liczyła 633 mieszkańców. 